# John Wesley Jones
John Wesley Jones, Lam Jones (ur. 4 kwietnia 1958 w Lawton w Oklahomie, zm. 15 marca 2019 w Round Rock w Teksasie) – amerykański lekkoatleta sprinter, mistrz olimpijski z Montrealu z 1976, później zawodnik futbolu amerykańskiego.

## Życiorys
Podczas kwalifikacji amerykańskich przed igrzyskami olimpijskimi w 1976 w Montrealu zajął 4. miejsce w biegu na 100 metrów, jednak wskutek kontuzji Houstona McTeara wystąpił w tej konkurencji na igrzyskach. Dotarł do finału, w którym zajął 6. miejsce. W sztafecie 4 × 100 metrów biegł na 2. zmianie. Wraz z kolegami (Harvey Glance, Millard Hampton i Steven Riddick) zdobył w tej konkurencji złoty medal olimpijski osiągając w finale czas 38,33 s.
Nigdy nie zdobył mistrzostwa USA. Jego największym osiągnięciem (poza igrzyskami olimpijskimi) było 2. miejsce na 100 m w akademickich mistrzostwach USA (NCAA) w 1977.
W 1980 został wybrany jako drugi zawodnik w drafcie NFL przez New York Jets i występował w tej drużynie do 1984 jako wide receiver. Cierpiał na nowotwór (szpiczak mnogi), który uszkadza szpik kostny w nogach.
Zmarł 15 marca 2019 w szpitalu w Round Rock w wieku 60 lat.

## Rekordy życiowe
- bieg na 100 metrów – 10,23 s
- bieg na 200 metrów – 20,67 s
- bieg na 400 metrów – 46,16 s